# Munyinya (vattendrag i Burundi, Ruyigi, lat -3,57, long 30,31)
Munyinya är ett vattendrag i Burundi.   Det ligger i provinsen Ruyigi, i den centrala delen av landet, 110 km öster om huvudstaden Bujumbura.
I omgivningarna runt Munyinya växer huvudsakligen savannskog. Runt Munyinya är det ganska tätbefolkat, med 172 invånare per kvadratkilometer.